# John Sinclair, 1:e baron Pentland

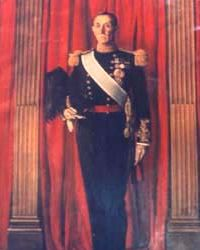
John Sinclair, 1:e baron Pentland.

John Sinclair, 1:e baron Pentland, född den 7 juli 1860 i Edinburgh, död där den 11 januari 1925, var en brittisk politiker. Han var far till Henry Sinclair, 2:e baron Pentland.
Sinclair deltog som ung officer i Sudanexpeditionen 1885 och tog 1887 som kapten avsked ur armén. Han var 1892–1895 och 1897–1909 ledamot av underhuset samt 1895–1897 sekreterare åt generalguvernören i Kanada (lord Aberdeen). År 1905 blev Sinclair minister för Skottland i Campbell-Bannermans ministär (den förste innehavaren av denna ministerpost) och kvarstod som sådan i ministären Asquith till februari 1912, då han utnämndes till guvernör i Madras. År 1909 hade han upphöjts till peer som baron Pentland. Han kvarstod som guvernör i Madras till 1919.